# Fritz von Herzmanovsky-Orlando
Fritz von Herzmanovsky-Orlando (narozen jako Friedrich Josef Franz Ritter von Herzmanowsky 30. dubna 1877 Vídeň - 27. května 1954 zámek Rametz nedaleko Merana) byl rakouský spisovatel, dramatik a kreslíř.

## Život
Narodil se v rodině Emila Josefa rytíře von Herzmanowského a jeho ženy Aloisie von Orlando, která pocházela z Kosmonos. Vystudoval Tereziánskou akademii ve Vídni (Theresianum - Öffentliches Gymnasium der Stiftung Theresianische Akademie) a poté pokračoval v letech 1896–1903 ve studiu architektury na vídeňské technice (Wiener Technischen Hochschule). Pro bolestivé chronické onemocnění se svého povolání v roce 1912 vzdal a - vzhledem k tomu, že byl hmotně nezávislý - dále se zabýval pouze literaturou a kreslením.
Jeho celoživotním přítelem byl malíř Alfred Kubin, jejich vzájemná korespondence vyšla knižně.

## Dílo
- Kaiser Joseph II. und die Bahnwärterstochter (Císař Josef a dcera přednosty stanice), hra měla premiéru 10. ledna 1957 v Mnichově. Vzápětí byla 13. února 1957 uvedena ve vídeňském Burgtheatru. Česká premiéra proběhla v roce 1981 v Chebu.
  - hru do češtiny přeložil Ludvík Kundera a byla v roce 2006 zpracována jako rozhlasová hra. Hráli: Ladislav Frej, Barbora Hrzánová, Michal Pavlata, Josef Somr, Jiří Lábus, Růžena Merunková, Vladimír Brabec, Apolena Veldová, Hana Frejková, Simona Postlerová, Svatopluk Schuller, Jan Szymik, Jiří Hromada, Jiří Klem, Jiří Litoš, Dana Reichová, Tomáš Pergl a Hana Srbová, rozhlasová úprava: Alena Zemančíková, hudba: Kryštof Marek, dramaturgie: Alena Zemančíková, režie: Vlado Rusko[2]